# Ichijō-ji

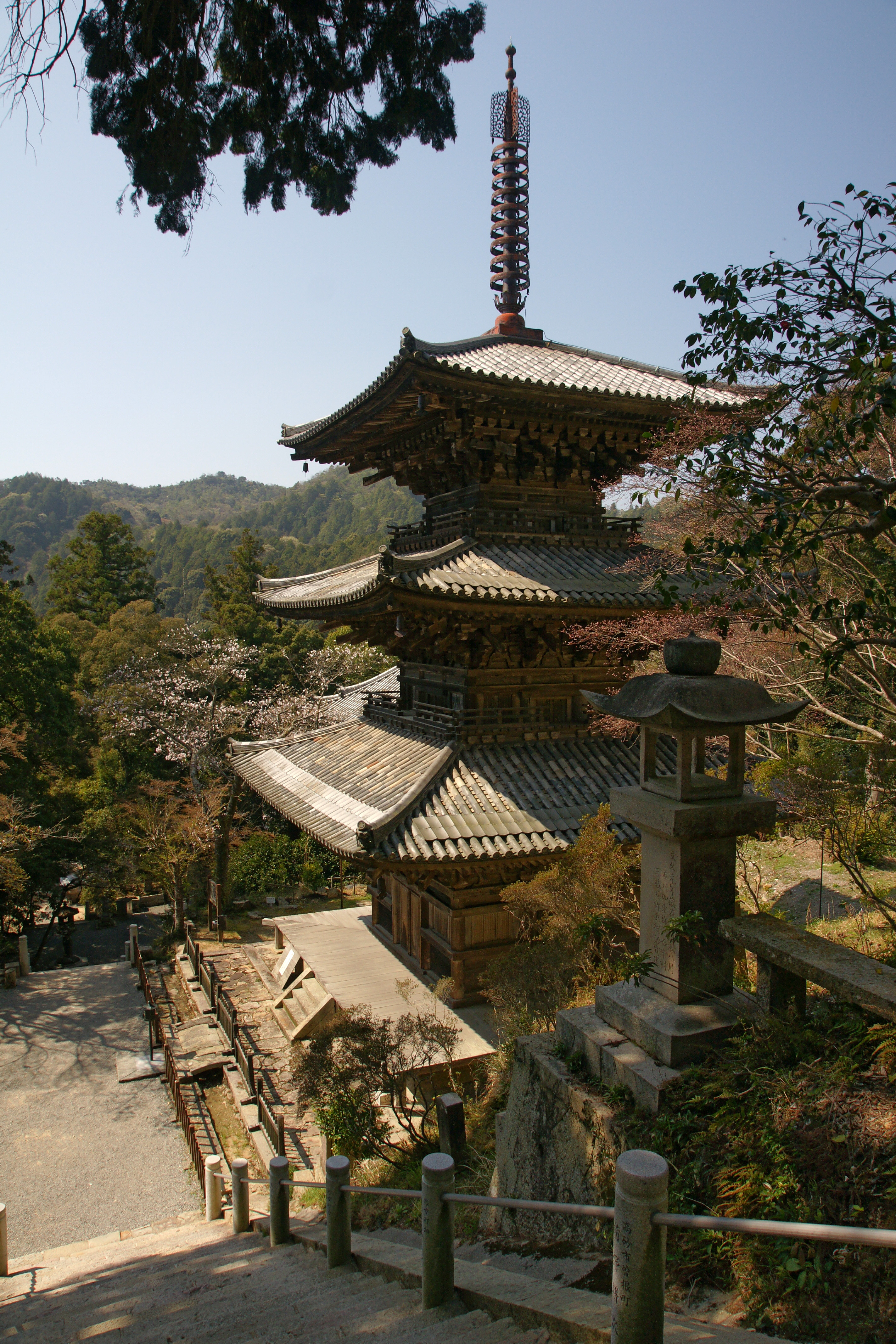
Pagode.

Le Hokkesan Ichijō-ji (法華山一乗寺) est un temple de la secte Tendai situé à Kasai, dans la préfecture de Hyōgo au Japon. Il a été établi en 650 sur l'ordre de l'empereur Kōtoku.
La pagode de Ichijō-ji complétée en 1171 est un trésor national du Japon. Le style architectural du Hokkesan Ichijō-ji s'appelle wayō (和様, littéralement « style japonais »).
Ichijō-ji est le vingt-sixième temple du pèlerinage de Kansai Kannon.

## Liste des bâtiments
- Pagode : trésor national du Japon ; construite en 1171.
- Hall principal (hondō) : bien culturel important ; reconstruit en 1628.
- Gohōdō : bien culturel important.
- Myokendō : bien culturel important.
- Bentendō : bien culturel important.
- Jōgyōdō
- Kaizandō
- Taishidō
- Clocher

## Galerie

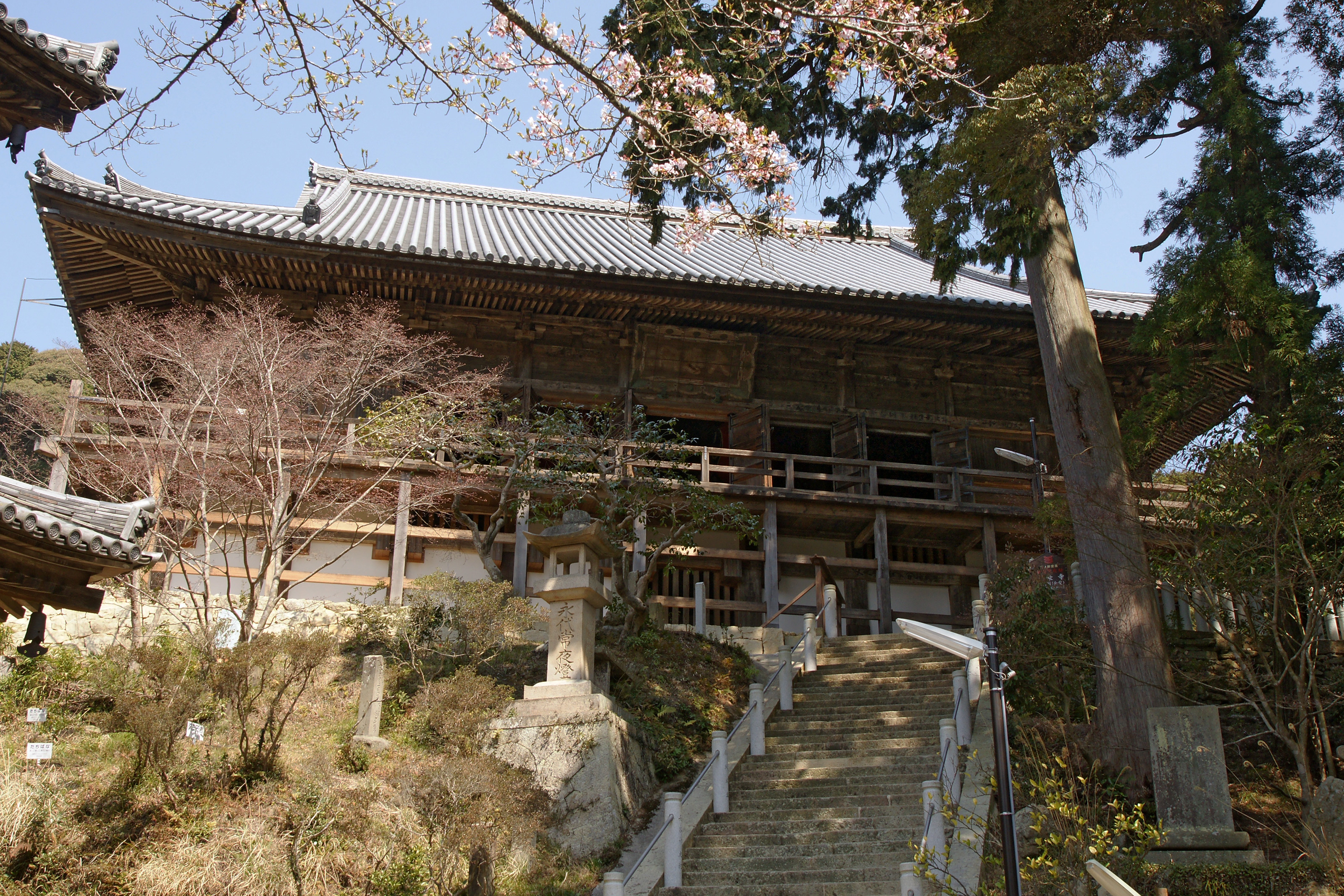
Hall principal (hondō).
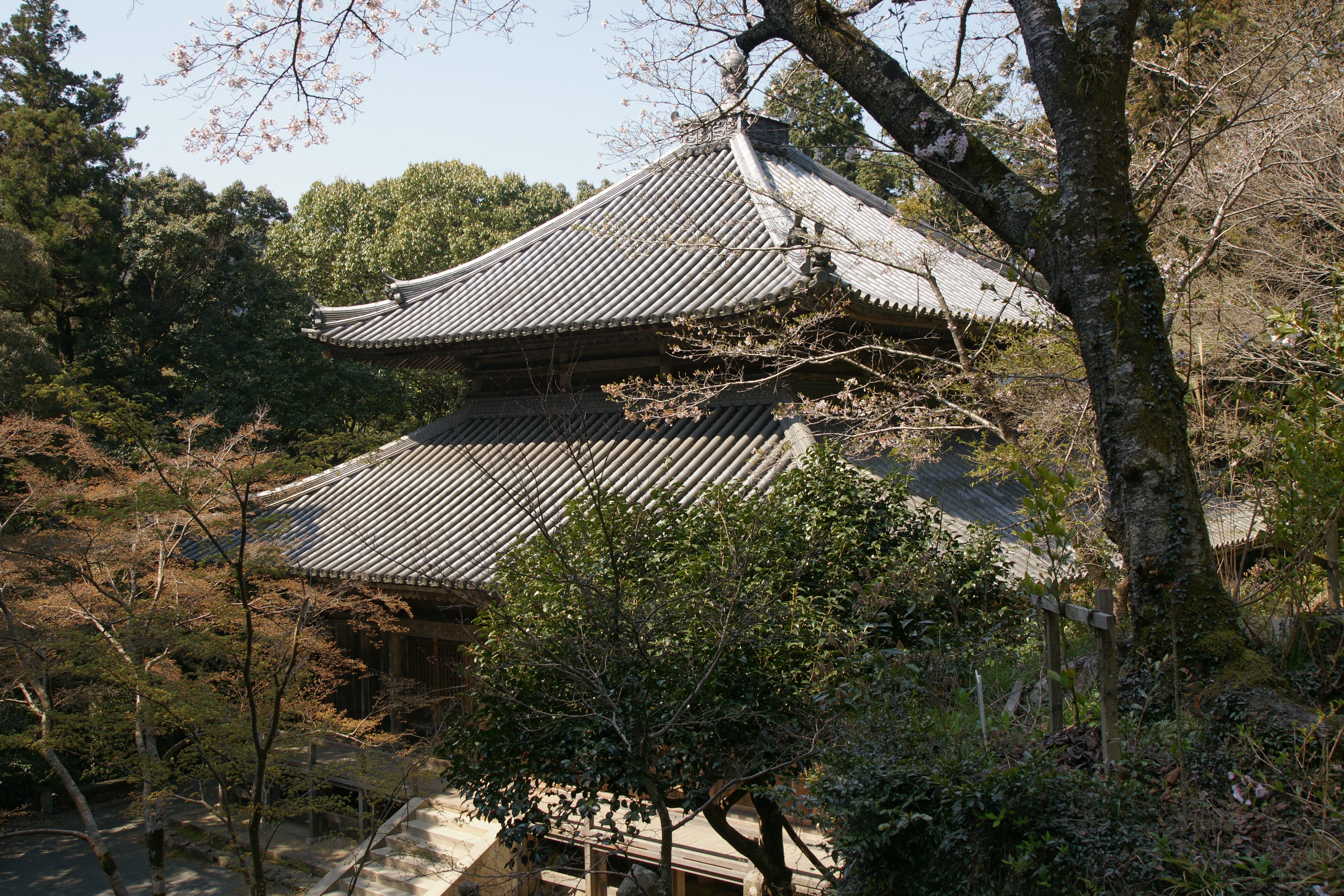
Jōgyōdō.
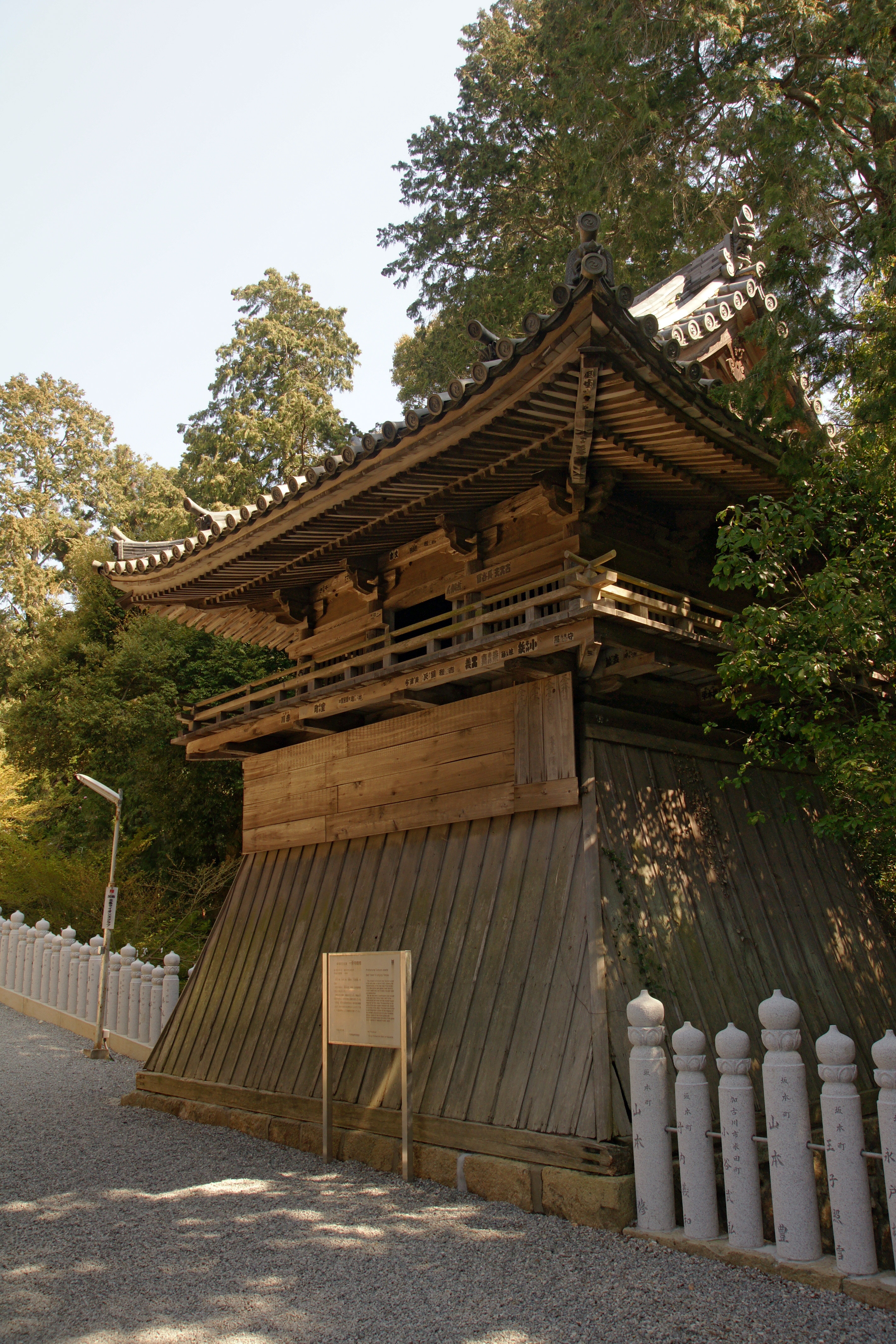
Clocher.
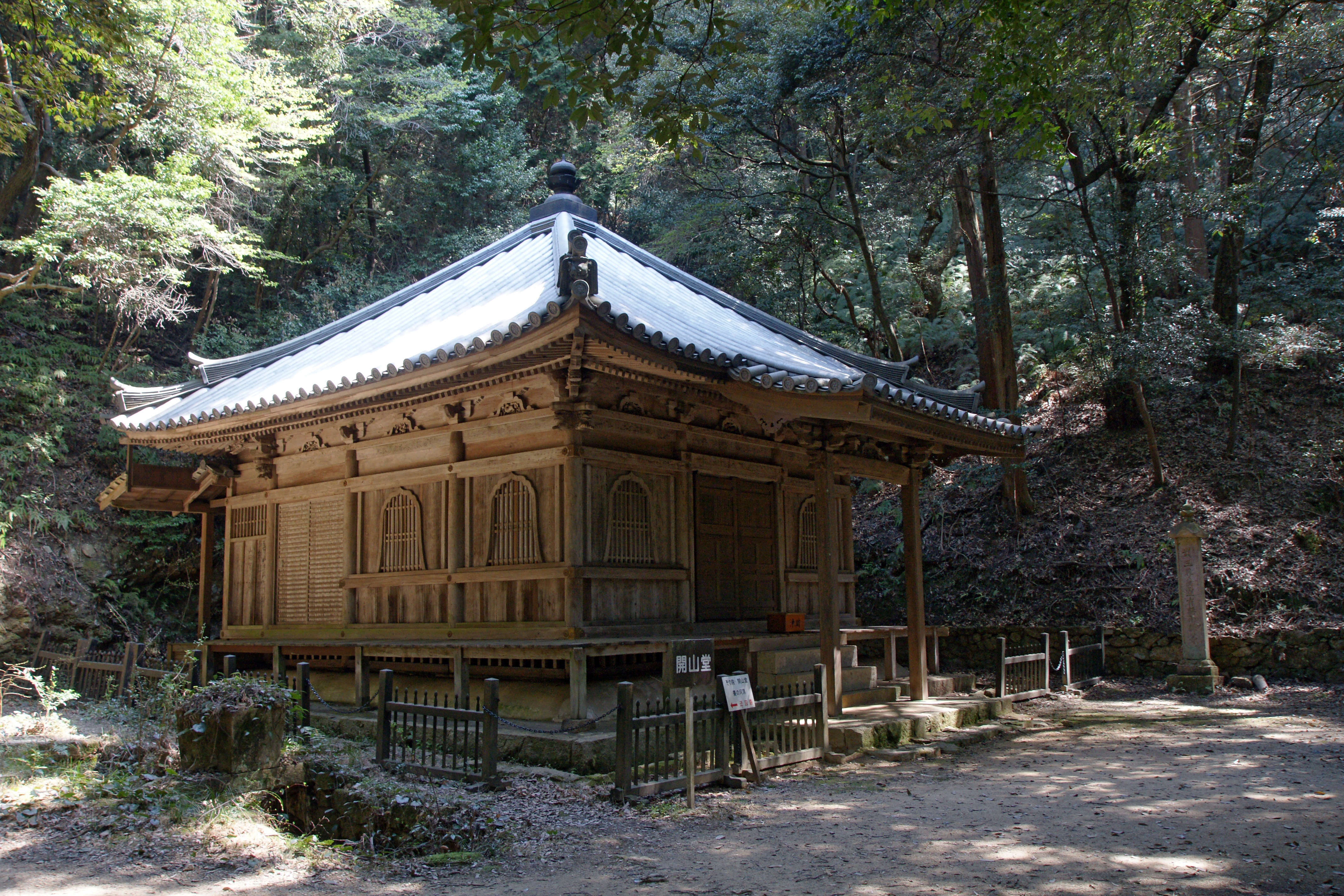
Kaizandō.
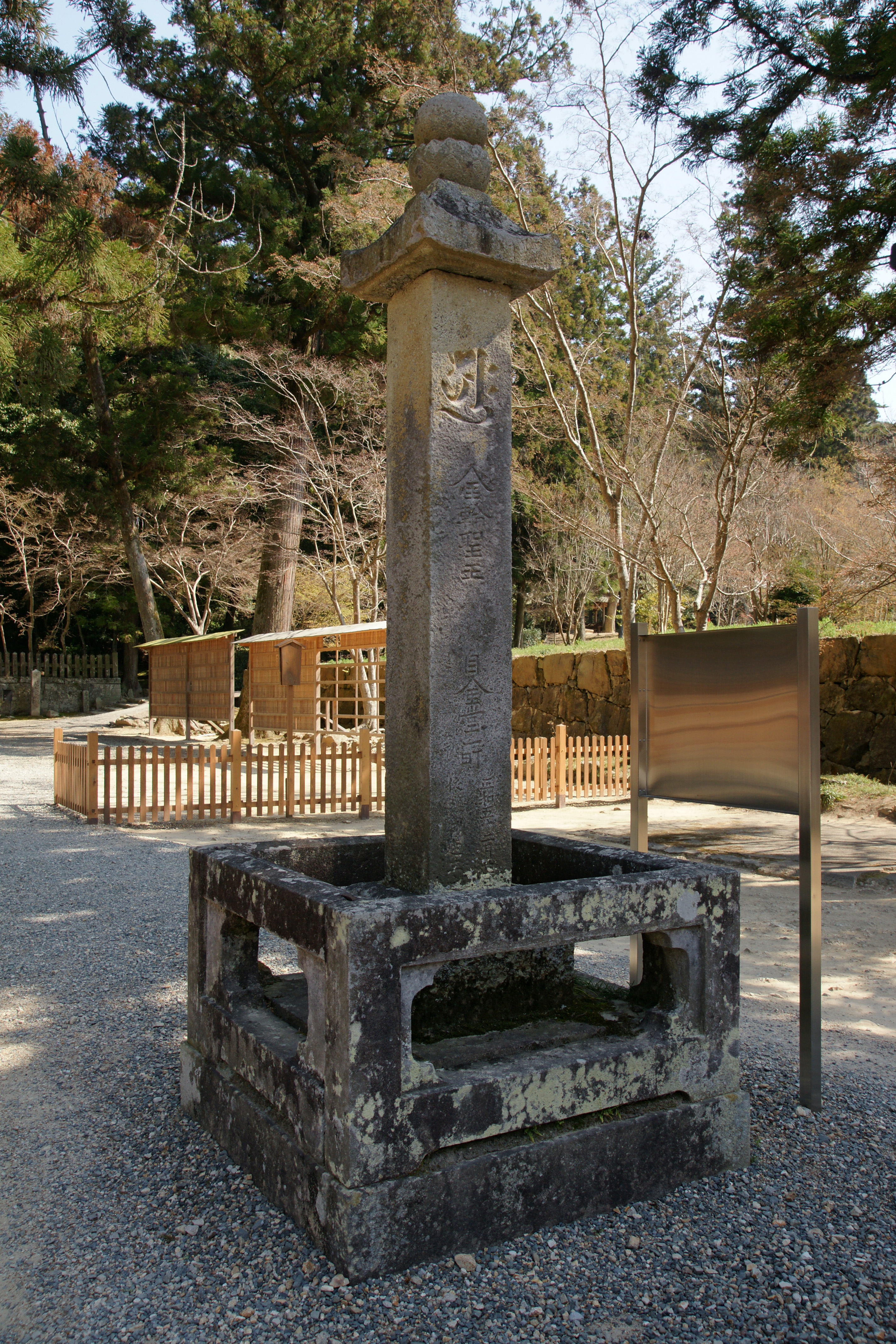
Kasa-tōba.